# Coloni FC189C
Chronologie des modèles (1990)
Coloni FC189B Coloni C4
La Coloni FC189C, également connue sous la dénomination Coloni C3C, est une monoplace de Formule 1 engagée par l'écurie italienne Coloni dans le cadre de la deuxième partie du championnat du monde de Formule 1 1990. Elle est pilotée par le Belge Bertrand Gachot. Elle remplace la Coloni FC189B à moteur à plat Subaru.

## Historique
Après le fiasco de l'association avec le constructeur japonais Subaru qui avait racheté 51% des parts de l'écurie, Coloni retrouve son indépendance à partir du Grand Prix d'Allemagne 1990, neuvième manche de la saison. À cette occasion, Christian Vanderpleyn reprend la direction technique de l'écurie et conçoit à la hâte la FC189C, qui est une évolution de la FC189 de 1989, équipée d'un moteur V8 Ford-Cosworth préparé par Langford & Peck. Les objectifs, très mesurés, consistent pour Bertrand Gachot, à passer l'écueil des préqualifications, ce qui n'a plus été le cas depuis le Grand Prix du Portugal 1989. Le pilote belge n'y parvient pas lors de la manche allemande, ni lors du Grand Prix de Hongrie, mais ses performances s'améliorent sensiblement avec l'abandon du bloc Subaru,.

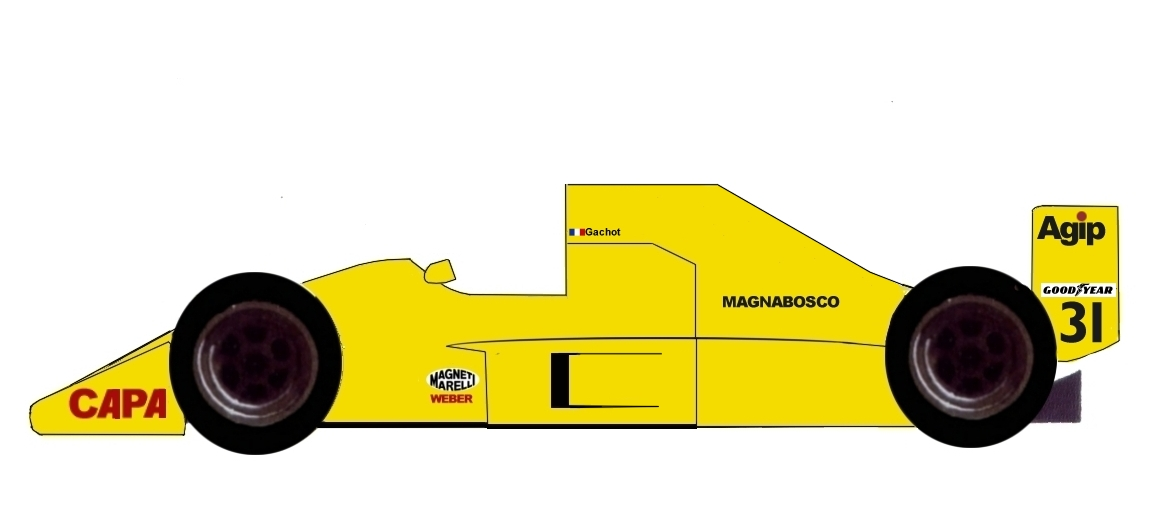
Représentation de la Coloni FC189C évoluée, engagée à partir du Grand Prix de Belgique 1990.

En Belgique, Christian Vanderpleyn aligne une FC189C disposant d'une prise d'air agrandie, d'une carrosserie affinée et empattement rallongé de six centimètres, d'un nouvel aileron arrière, et enfin d'une suspension avant dotée d'un unique combiné ressort-amortisseur. Ces profondes évolutions permettent à Gachot de passer aisément le seuil des préqualifications, mais la casse de son moteur V8 Ford-Cosworth l’empêche de lutter avec ses rivaux en qualifications, où il se classe dernier de la feuille des temps,.
Si la FC189C progresse tout au long des dernières manches du championnat, Gachot est incapable, à son volant, de quitter la dernière place des qualifications, faute d'un matériel suffisamment performant. Les moyens de l'écurie italienne s'améliorent néanmoins puisqu'une voiture-mulet est mise à disposition du Belge à partir du Grand Prix d'Italie.
En marge du Grand Prix du Portugal, Enzo Coloni, le propriétaire de l'écurie, annonce le recrutement de Pedro Chaves, en remplacement de Bertrand Gachot, pour la saison 1991.

## Engagement auTrofeo Indoor di Formula 1
Les 8 et 9 décembre 1990, l'ER189B est engagée au Trofeo Indoor di Formula 1, une épreuve d'exhibition organisée en marge du Motor Show de Bologne, une exposition internationale reconnue par l'Organisation internationale des constructeurs automobiles qui se tient dans les salons de la foire de Bologne. Bien que l'épreuve soit baptisée indoor, la piste, d'une longueur de 1 300 mètres, est située à l'extérieur des locaux de l'exposition. Seules des écuries italiennes prennent part à la troisième édition de cette « compétition-spectacle » qui leur permet de se présenter devant leur public national et est un moyen pour les directeurs d'écurie de nouer des contacts avec d'éventuels partenaires financiers pour compléter leur budget pour la saison à venir.
La Scuderia Minardi engage une monoplace M190 confiée à l'Italien Gianni Morbidelli. Osella confie une FA1M-E à son titulaire Olivier Grouillard. La Scuderia Italia aligne son titulaire Jyrki Järvilehto sur Dallara 190. Coloni engage, sur la FC189C, le nouveau venu Pedro Chaves et Paolo Coloni, le fils d'Enzo Coloni, le propriétaire de l'écurie italienne. Eurobrun engage deux ER189B et fait appel à deux pilotes n'ayant jamais piloté en Formule 1, Andrea Montermini et Domenico Schiattarella.
La compétition comporte trois manches. Si Paolo Coloni ne participe finalement pas à l'épreuve, Pedro Chaves, directement qualifié en demi-finale à la suite du forfait d'Andrea Montermini, s'incline lors de cette manche face à Olivier Grouillard.

## Résultats en championnat du monde de Formule 1
| Saison | Écurie        | Moteur               | Pneus    | Pilotes         | Courses | Courses | Courses | Courses | Courses | Courses | Courses | Courses | Courses | Courses | Courses | Courses | Courses | Courses | Courses | Courses | Points inscrits | Classement |
| Saison | Écurie        | Moteur               | Pneus    | Pilotes         | 1       | 2       | 3       | 4       | 5       | 6       | 7       | 8       | 9       | 10      | 11      | 12      | 13      | 14      | 15      | 16      | Points inscrits | Classement |
| ------ | ------------- | -------------------- | -------- | --------------- | ------- | ------- | ------- | ------- | ------- | ------- | ------- | ------- | ------- | ------- | ------- | ------- | ------- | ------- | ------- | ------- | --------------- | ---------- |
| 1990   | Coloni Racing | Ford-Cosworth DFR V8 | Goodyear |                 | USA     | BRÉ     | SMR     | MON     | CAN     | MEX     | FRA     | GBR     | ALL     | HON     | BEL     | ITA     | POR     | ESP     | JAP     | AUS     | 0               | 18e        |
| 1990   | Coloni Racing | Ford-Cosworth DFR V8 | Goodyear | Bertrand Gachot |         |         |         |         |         |         |         |         | Npq     | Npq     | Nq      | Nq      | Nq      | Nq      | Nq      | Nq      | 0               | 18e        |

Légende : ici 

## Résultats duTrofeo Indoor di Formula 1
|  | Quarts de finale | Quarts de finale       | Quarts de finale   |                    |                  | Demi-finales      | Demi-finales | Demi-finales |  |                  | Finale            | Finale | Finale    | Finale |
|  |                  |                        |                    |                    |                  |                   |              |              |  |                  |                   |        |           |        |
|  | Scuderia Minardi | Gianni Morbidelli      | vainqueur          |                    |                  |                   |              |              |  |                  |                   |        |           |        |
|  | Eurobrun Racing  | Domenico Schiattarella | éliminé            |                    |                  |                   |              |              |  |                  |                   |        |           |        |
|  | Eurobrun Racing  | Domenico Schiattarella | éliminé            |                    | Scuderia Minardi | Gianni Morbidelli | vainqueur    |              |  |                  |                   |        |           |        |
|  |                  |                        |                    |                    | Scuderia Minardi | Gianni Morbidelli | vainqueur    |              |  |                  |                   |        |           |        |
|  |                  | Scuderia Italia        | Jyrki Järvilehto   | éliminé            |                  |                   |              |              |  |                  |                   |        |           |        |
|  | Scuderia Italia  | Scuderia Italia        | Jyrki Järvilehto   | éliminé            | Jyrki Järvilehto | repêché           |              |              |  |                  |                   |        |           |        |
|  | Scuderia Italia  |                        |                    |                    | Jyrki Järvilehto | repêché           |              |              |  |                  |                   |        |           |        |
|  | Osella           | Olivier Grouillard     | vainqueur          |                    |                  |                   |              |              |  |                  |                   |        |           |        |
|  | Osella           | Olivier Grouillard     | vainqueur          |                    |                  |                   |              |              |  | Scuderia Minardi | Gianni Morbidelli |        | vainqueur |        |
|  |                  |                        |                    |                    |                  |                   |              |              |  | Scuderia Minardi | Gianni Morbidelli |        | vainqueur |        |
|  |                  | Osella                 | Olivier Grouillard |                    | finaliste        |                   |              |              |  |                  |                   |        |           |        |
|  | Coloni           | Osella                 | Olivier Grouillard | Pedro Chaves       | finaliste        | vainqueur         |              |              |  |                  |                   |        |           |        |
|  | Coloni           |                        |                    | Pedro Chaves       |                  | vainqueur         |              |              |  |                  |                   |        |           |        |
|  | Eurobrun Racing  | Andrea Montermini      | forfait            |                    |                  |                   |              |              |  |                  |                   |        |           |        |
|  | Eurobrun Racing  | Andrea Montermini      | forfait            |                    | Coloni           | Pedro Chaves      | éliminé      |              |  |                  |                   |        |           |        |
|  |                  |                        |                    |                    | Coloni           | Pedro Chaves      | éliminé      |              |  |                  |                   |        |           |        |
|  |                  |                        | Osella             | Olivier Grouillard | vainqueur        |                   |              |              |  |                  |                   |        |           |        |
|  |                  |                        |                    | Olivier Grouillard | vainqueur        |                   |              |              |  |                  |                   |        |           |        |
|  |                  |                        |                    |                    |                  |                   |              |              |  |                  |                   |        |           |        |
|  |                  |                        |                    |                    |                  |                   |              |              |  |                  |                   |        |           |        |